# HD 290327
HD 290327 — звезда, которая находится в созвездии Орион на расстоянии приблизительно 185 световых лет от нас. Вокруг звезды обращается, как минимум, одна планета.

## Характеристики
HD 290327 представляет собой звезду 8,99 видимой звёздной величины; впервые в астрономической литературе упоминается в каталоге Генри Дрейпера, изданном в начале XX века. Это жёлтый карлик, по массе и размерам сравнимый с нашим Солнцем. Температура поверхности составляет около 5552 кельвинов. Светимость звезды составляет 72% солнечной светимости.

## Планетная система
В 2009 году у звезды с помощью высокоточных измерений радиальных скоростей проекта HARPS была обнаружена планета, которая получила обозначение HD 290327 b. Это газовый гигант, превосходящий по массе Юпитер в два с половиной раза. Планета обращается почти по круговой орбите на расстоянии около 3,43 а.е. Год на ней длится 2443 суток.